# Brian Hoyer
Pour les articles homonymes, voir Hoyer.
(en) Statistiques sur pro-football-reference
Brian Axel Hoyer, né le 13 octobre 1985 à Lakewood en Ohio, est un sportif professionnel américain de football américain évoluant au poste de quarterback dans la National Football League (NFL) depuis la saison 2009.
Non sélectionné lors de la draft 2009 de la NFL, il est engagé par les Patriots de la Nouvelle-Angleterre en tant que doublure de Tom Brady. Il rejoint ensuite en 2012, les Steelers de Pittsburgh et les Cardinals de l'Arizona, en 2013 les Browns de Cleveland, en 2015 les Texans de Houston, en 2016 les Bears de Chicago et en 2017 les 49ers de San Francisco. Il retourne chez les Patriots en novembre 2017 avant de se lier avec les Colts d'Indianapolis en 2019 pour revenir à nouveau chez les Patriots en 2020 avant de finalement jouer pour les Raiders de Las Vegas en 2023. Libéré par ces derniers, il est actuellement agent libre. 
Au niveau universitaire, il a joué pour les Spartans de l'Université d'État du Michigan évoluant dans la NCAA Division I FBS et sa Big Ten Conference.
Avec les Patriots, au terme de la saison 2018, il remporte le Super Bowl LIII sans avir joué de snap lors de cette rencontre.

## Biographie

### Carrière universitaire
Il rejoint l'Université d'État du Michigan en 2004 et y joue de 2005 à 2008 pour son équipe des Spartans. Il est désigné remplaçant de Drew Stanton lors ses deux premières saisons avant d'être titulaire lors des saisons 2007 et 2008.

### Carrière professionnelle

#### Draft
Hoyer est classé 9e meilleur quarterback à se présenter à la draft 2009 de la NFL par le site NFLDraftScout.com. Il n'est cependant pas sélectionné par un franchise.

#### Patriots de la Nouvelle-Angleterre
Hoyer est engagé peu de temps après la draft en tant qu'agent libre par les Patriots de la Nouvelle-Angleterre.

#### Steelers de Pïttsburgh
Le 20 novembre 2012, Hoyer signe avec les Steelers de Pittsburgh à la suite des blessures encourues en une semaine par leur quarterback titulaire Ben Roethlisberger et son remplaçant Byron Leftwich.
Hoyer devient le remplaçant du troisième quarterback des Steelers, Charlie Batch lors des matchs en 12e et 13e semaine joués respectivement contre les Browns et les Ravens. Il est libéré par la franchise le 8 décembre 2012.

#### Cardinals de l'Arizona
Hoyer est recruté par les Cardinals le 10 décembre 2012 et remplace Ryan Lindley (en) lors de la 16e semaine contre les Bears, réussissant 11 de ses 19 passes tentées pour un gain cumulé de 105 yards contre une interception. Le 26 décembre, l'entraîneur principal Ken Whisenhunt désigne Hoyer pour être titulaire lors du dernier match de la saison contre les 49ers. Malgré la défaite 13 à 27, il gagne 225 yards et inscrit un touchdown à la passe makgré une interception. Le 12 mai 2013, les cardinals libèrent Hoyer.

#### Bears de Chicago
Le 30 avril 2016, Hoyer signe un contrat d'un an pour un montant de 2 millions de $ avec les Bears de Chicago.
À la suite d'une blessure encourue en 2e semaine par le quarterback Jay Cutler, Hoyer est désigné titulaire la semaine suivante pour le match perdu 17 à 31 contre les Cowboys au cours duquel il gagne 317 yards et inscrit deux touchdowns à la passe. La semaine suivante, il inscrit deux touchdowns pour un gain de 302 yards et remporte le match 17 à 14 joué contre les Lions. En 5e semaine lors de la défaite 23 à 29 contre les Colts, il gagne 397 yards ce qui constitue le record de sa carrière, le plus grand nombre de yards gagnés à la passe chez les Bears (depuis les 422 gagnés par Jim Miller en 1999) et le cinquième plus grand nombre de l'histoire de la franchise. Il devient avec Josh McCown un des deux quarterbacks des Bears à avoir gagné au moins 300 yards lors de trois matchs consécutifs mais, après avoir gagné 302 yards contre les Jaguars le match suivant, i devient le seul quarterback des Bears à gagner au moins 300 yards lors de quatre matchs consécutifs.
Le 20 octobre 2016, Hoyer se casse le bras gauche au cours du deuxième quart temps du match contre les Packers. Il doit subir une intervention chirurgicale et est placé sur la liste des réservistes blessés le 24 octobre 2016, ce qui met un terme à sa saison.

#### 49ers de San Francisco
Le 9 mars 2017, Hoyer signe un contrat de deux ans avec les 49ers de San Francisco. Il est titulaire lors des six premier matchs de la saison. Lors des cinq premiers matchs tous perdus, il affiche une moyenne de 59% de passes réussies et inscrit un total de 4 touchdowns pour 4 interceptions. Pendant le deuxième quart temps du 6e match contre les Redskins, il est remplacé par le rookie C. J. Beathard alors qu'il n'a réussit que 4 passes sur es 11 tentées pour un gain de 34 yards. Beathard devient le titulaire pour les matchs suivants.
Le 30 octobre 2017, Hoyer est libéré par les 49ers, ceux-ci ayant acquis le quarterback Jimmy Garoppolo à la suite d'un échange avec les Patriots. Il a été rapporté que Hoyer faisait à l'origine partie de l'échange, mais les Patriots ont affirmé qu'ils ne voulaient pas qu'il y soit inclus pour des raisons de choix compensatoires de draft,.

#### Colts d'Indianapolis
Le 2 septembre 2019, Hoyer signe un contrat de trois ans d'un montant de 12 milions de $ avec les Colts d'Indianapolis. Il remplace Jacoby Brissett blessé lors du match perdu 24 à 26 en 3e semaine contre les Steelers où il gagne 168 yards et inscrit trois touchdowns à la passe pour une interception. Lors de ce match, le kicker Adam Vinatieri rate un field goal dans les derniers instants du match qui aurait permis aus Colts de gagner. La semaine suivante, il est titulaire lors de la défaite 12 à 16 contre les Dolphins. Il y gagne 204 yards et inscrit un touchdown à la passe mais se fait intercepter à trois reprises.
Le 21 mars 2020, Hoyer est libéré par les Colts.

#### Raiders de Las vegas
Le 4 avril 2023, Hoyer signe avec les Raiders de Las Vegas.
Il remplace Jimmy Garoppolo blessé au dos lors du match de la 6e semaine contre les Patriots. Il y gagne 102 yards à la passe remportant le match 21 à 17. Il est titularisé la semaine suivante lors du match contre les Bears étant préféré au quarterback Aidan O'Connell (en) acquis lors du quatrième tour de la dernière draft.
Le 13 mars 2024, Hoyer est libéré par les Raiders et devient agent libre,.

## Statistiques

### En NCAA
| Année          | Équipe                     | Statut         | MJ |         | Passes   | Passes | Passes | Passes | Passes | Passes | Passes  |       | Courses | Courses | Courses | Courses |
| Année          | Équipe                     | Statut         | MJ | Tentées | Réussies | Pct.   | Yards  | TD     | Int.   | Éval.  | Tentées | Yards | Moy.    | TD      |         |         |
| 2005           | Spartans de Michigan State | Freshman       | 05 | 023     | 015      | 65,2   | 0 167  | 02     | 0      | 154,9  | 02      | 0 6   | 03,0    | 0       |         |         |
| 2006           | Spartans de Michigan State | Sophomor       | 08 | 144     | 082      | 56,9   | 0 863  | 04     | 03     | 112,3  | 13      | - 036 | - 2,2   | 0       |         |         |
| 2007~          | Spartans de Michigan State | Junior         | 13 | 376     | 223      | 59,3   | 2 725  | 20     | 11     | 131,9  | 47      | - 105 | - 2,2   | 1       |         |         |
| 2008~          | Spartans de Michigan State | Senior         | 13 | 353     | 180      | 51,0   | 2 404  | 09     | 09     | 111,5  | 44      | - 070 | - 1,6   | 1       |         |         |
| Totaux en NCAA | Totaux en NCAA             | Totaux en NCAA | 39 | 896     | 500      | 55,8   | 6 159  | 35     | 23     | 121,3  | 106     | - 205 | - 1,9   | 2       |         |         |

Légende :
~ : Les statistiques incluent celles des matchs de saison régulière et du Bowl d'après saison.

### En NFL
| Taille        | Poids          | Bras | Main | Sprint   | Sprint   | Sprint   | Shuttle 20 yards | 3 cones drill | Détente       | Détente            | Développé couché | Test Wonderlic |
| Taille        | Poids          | Bras | Main | 40 yards | 10 yards | 20 yards | Shuttle 20 yards | 3 cones drill | verticale     | horizontale        | Développé couché | Test Wonderlic |
| 1,88 m (6 ft) | 98 kg (215 lb) | -    | -    | 5.05 s   | 1.73 s   | 2.90 s   | 4.42 s           | 7.10 s        | 81 cm (32 in) | 2.77 m (9 ft 1 in) | -                | -              |

| Légende | Légende               |
| ------- | --------------------- |
|         | Mène la Ligue         |
|         | Gagnant du Super Bowl |
| Gras    | Record de carrière    |

| Année  | Équipe                             | MJ |         | Passes   | Passes | Passes | Passes | Passes | Passes | Passes  |       | Courses | Courses | Courses | Courses |
| Année  | Équipe                             | MJ | Tentées | Réussies | Pct.   | Yards  | TD     | Int.   | Éval.  | Tentées | Yards | Moy.    | TD      |         |         |
| 2009   | Patriots de la Nouvelle-Angleterre | 05 | 027     | 019      | 70,4   | 0142   | 0      | 0      | 082,6  | 10      | 25    | 2,5     | 1       |         |         |
| 2010   | Patriots de la Nouvelle-Angleterre | 05 | 015     | 07       | 46,7   | 0122   | 01     | 01     | 069,3  | 10      | -8    | -0,8    | 0       |         |         |
| 2011   | Patriots de la Nouvelle-Angleterre | 03 | 01      | 01       | 100    | 022    | 0      | 0      | 118,8  | 04      | -3    | -0,8    | 0       |         |         |
| 2012   | Cardinals de l'Arizona             | 02 | 053     | 030      | 56,6   | 0330   | 01     | 02     | 065,8  | -       | -     | -       | -       |         |         |
| 2013   | Browns de Cleveland                | 03 | 096     | 057      | 59,4   | 0615   | 05     | 03     | 082,6  | 06      | 16    | 2,7     | 0       |         |         |
| 2014   | Browns de Cleveland                | 14 | 438     | 242      | 55,3   | 3 326  | 12     | 13     | 076,5  | 24      | 39    | 1,6     | 0       |         |         |
| 2015   | Texans de Houston                  | 11 | 369     | 224      | 60,7   | 2 606  | 19     | 07     | 091,4  | 15      | 44    | 2,9     | 0       |         |         |
| 2016   | Bears de Chicago                   | 06 | 200     | 134      | 67,0   | 1 445  | 06     | 0      | 098,0  | 07      | -2    | -0,3    | 0       |         |         |
| 2017   | 49ers de San Francisco             | 06 | 205     | 119      | 58,0   | 1 245  | 04     | 04     | 074,1  | 05      | 07    | 1,4     | 1       |         |         |
| 2017   | Patriots de la Nouvelle-Angleterre | 05 | 06      | 04       | 66,7   | 042    | 0      | 0      | 086,8  | -       | -     | -       | -       |         |         |
| 2018   | Patriots de la Nouvelle-Angleterre | 05 | 02      | 01       | 50,0   | 07     | 0      | 0      | 058,3  | -       | -     | -       | -       |         |         |
| 2019   | Colts d'Indianapolis               | 04 | 065     | 035      | 53,8   | 0372   | 04     | 04     | 065,7  | 08      | 02    | 0,3     | 0       |         |         |
| 2020   | Patriots de la Nouvelle-Angleterre | 01 | 024     | 015      | 62,5   | 0130   | 0      | 01     | 059,4  | 01      | 08    | 8,0     | 0       |         |         |
| 2021   | Patriots de la Nouvelle-Angleterre | 05 | 011     | 09       | 81,8   | 0227   | 01     | 0      | 149,1  | 11      | -8    | -0,7    | 0       |         |         |
| 2022   | Patriots de la Nouvelle-Angleterre | 01 | 06      | 05       | 83,3   | 037    | 0      | 0      | 092,4  | 0       | 0     | 0,0     | 0       |         |         |
| 2023   | Raiders de Las Vegas               | 03 | 042     | 023      | 54,8   | 048    | 0      | 02     | 050,8  | 3       | -3    | -1,0    | 0       |         |         |
| Totaux | Totaux                             | 79 | 1 560   | 925      | 59,3   | 10 899 | 53     | 37     | 082,0  | 120     | 112   | 0,9     | 2       |         |         |

| Année  | Équipe                             | MJ |                                                                                   | Passes                                                                            | Passes                                                                            | Passes                                                                            | Passes                                                                            | Passes                                                                            | Passes                                                                            | Passes  |       | Courses | Courses | Courses | Courses |
| Année  | Équipe                             | MJ | Tentées                                                                           | Réussies                                                                          | Pct.                                                                              | Yards                                                                             | TD                                                                                | Int.                                                                              | Éval.                                                                             | Tentées | Yards | Moy.    | TD      |         |         |
| 2015   | Texans de Houston                  | 1  | 34                                                                                | 15                                                                                | 44,1                                                                              | 136                                                                               | 0                                                                                 | 4                                                                                 | 15,9                                                                              | 1       | -1    | -1,0    | 0       |         |         |
| 2017   | Patriots de la Nouvelle-Angleterre | 1  | 0                                                                                 | 0                                                                                 | 00,0                                                                              | 0                                                                                 | 0                                                                                 | 0                                                                                 | 00,0                                                                              | 3       | -1    | -0,3    | 0       |         |         |
| 2018   | Patriots de la Nouvelle-Angleterre | 0  | N'a participé à aucun jeu lors de la série éliminatoire bien qu'activé lors du SB | N'a participé à aucun jeu lors de la série éliminatoire bien qu'activé lors du SB | N'a participé à aucun jeu lors de la série éliminatoire bien qu'activé lors du SB | N'a participé à aucun jeu lors de la série éliminatoire bien qu'activé lors du SB | N'a participé à aucun jeu lors de la série éliminatoire bien qu'activé lors du SB | N'a participé à aucun jeu lors de la série éliminatoire bien qu'activé lors du SB | N'a participé à aucun jeu lors de la série éliminatoire bien qu'activé lors du SB | -       | -     | -       | -       |         |         |
| 2021   | Patriots de la Nouvelle-Angleterre | 0  | N'a participé à aucun jeu lors de la série éliminatoire                           | N'a participé à aucun jeu lors de la série éliminatoire                           | N'a participé à aucun jeu lors de la série éliminatoire                           | N'a participé à aucun jeu lors de la série éliminatoire                           | N'a participé à aucun jeu lors de la série éliminatoire                           | N'a participé à aucun jeu lors de la série éliminatoire                           | N'a participé à aucun jeu lors de la série éliminatoire                           | -       | -     | -       | -       |         |         |
| Totaux | Totaux                             | 2  | 34                                                                                | 15                                                                                | 44,1                                                                              | 136                                                                               | 0                                                                                 | 4                                                                                 | 15,9                                                                              | 4       | -2    | -0,5    | 0       |         |         |

## Identité visuelle

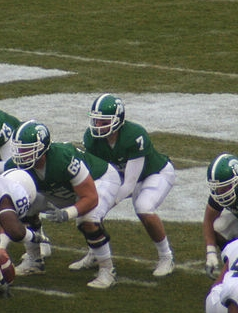
Hoyer (7) avec les Michigan State contre Penn State en novembre 2007.
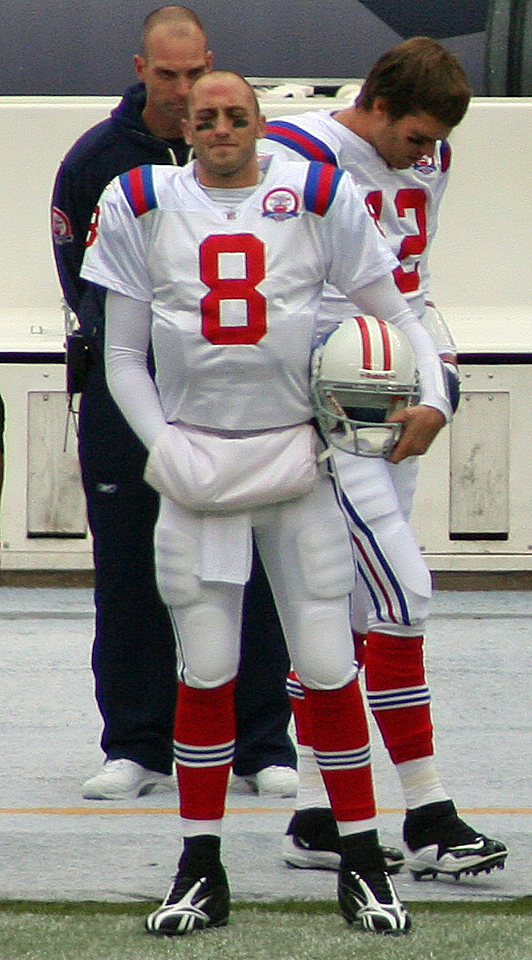
Hoyer (8) et Tom Brady (12) en octobre 2009.